# 초크슬램

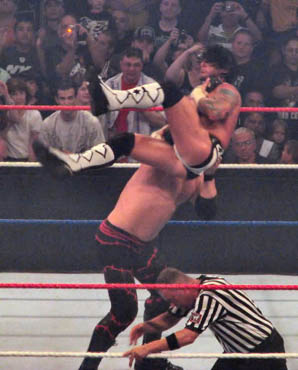
초크슬램을 시전하는 케인

초크슬램(Chokeslam)은 프로레슬링에서 쓰이는 기술이다. 상대방의 목을 질식시키듯이 움켜쥐고 그대로 내동댕이친다. 초크슬램을 자주 쓰는 프로레슬러는 빅 쇼, 케인, 언더테이커, 케빈 내쉬, 밴스 아처, 맷 모건, 시드 유디, 루크 겔로우스 등이 있다.